# Сатир I
Сатир I (на старогръцки: Σάτυρος A`, Satyros I, Satyrus; † 389 пр.н.е. или 387 пр.н.е., Феодосия) от тракийската династия Спартокиди, е цар на Боспорското царство на полуостров Крим през 433 – 389 пр.н.е. (или 431 – 387 пр.н.е.).

## Произход и управление
Той е син и наследник на Спарток I (438 – 433 пр.н.е.), основателят на династията Спартокиди и брат на Селевк I (433 – 393 пр.н.е.).
По времето на неговото управление Боспорското царство окрепва положението си. През 405 пр.н.е. той подчинява град Нимфей, който принадлежал към Атина от 444 пр.н.е. Той поставя Хекатей за управител на племето синди и търгувал с Атина.
Сатир I воюва с меотите, оглавявани от Тиргатао, бившата съпруга на цар Хекатей. Тя опустошава земите на синдите и Боспорското царство. Сатир, който през това време воювал с Теодосией, сключва мир с Тиргатао и изпраща своят малък син Метродор като заложник при нея. След несполучлив преврат тя го убива.
Той прави опит да подчини Феодосия, но градът поддържал Хераклея Понтика. В тази война той загива. По друга версия той умира от скръб по загубата на малкия си син.
Според Полиян Сатир I е баща на Левкон I († 349 пр.н.е.), Горгип (389 пр.н.е.-?), Метродор и на дъщеря, омъжена за Хекатей, цар на синдите.
Той е наследен от сина си Левкон I.